# Poggio Sannita
Poggio Sannita (im lokalen Dialekt: Caccavòn) ist eine italienische Gemeinde (comune) mit 559 Einwohnern (Stand 31. Dezember 2023) in der Provinz Isernia in der Region Molise. Die Gemeinde liegt etwa 25,5 Kilometer nordöstlich von Isernia, gehört zur Comunità Montana Alto Molise und grenzt unmittelbar an die Provinzen Campobasso und Chieti (Abruzzen).

## Geschichte
Die frühe Besiedlung in vorrömischer Zeit wird einem Unterstamm der Samniten, den Karakenern, zugeordnet. Im Mittelalter kam es dann mehrmals zu Sarazeneneinfällen. 740 wird der Ort erstmals urkundlich erwähnt. Bis 1922 hieß der Ort noch Caccavone.